# 芭露站

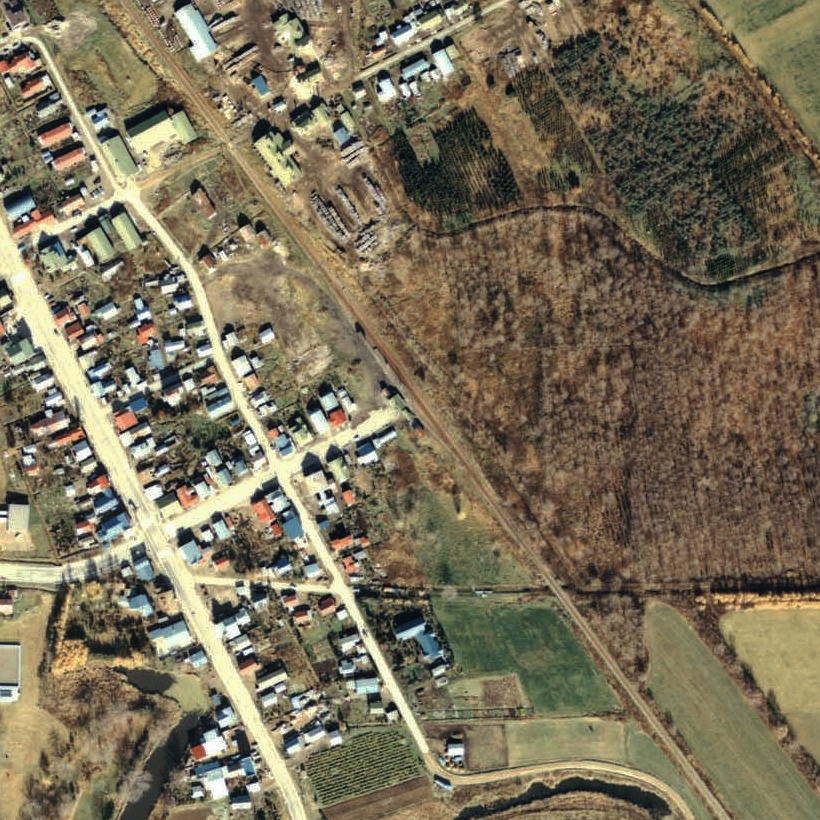
1977年的芭露站與方圓約500米範圍。右下方是網走方向。靠近中湧別一方設有島式月台。靠近車站大樓一方設有單向側線。車站後方和車站大樓靠近中湧別一方設有貨物起卸處與貨物線。雖然較難確認，圖中可看到副本線靠近中湧別一方設有一架貨車停泊中。在本線外側設有副本線，後來變成引込線。車站後方的堆場停用後回復原狀。在昭和20年代中前，車站大樓旁邊放置了許多木材。在車站附近當時設有許多木廠。

芭露站（日语：／ Barō eki */?）是位於北海道紋別郡湧別町字芭露，日本國有鐵道（國鐵）的湧網線車站（廢站）。隨著湧網線廢線，車站在1987年（昭和62年）3月20日廢除。

## 歷史
- 1935年（昭和10年）10月20日 - 鐵道省湧網西線中湧別站至計呂地站之間開通，此站啟用[1]。當時為一般車站[1]。
- 1949年（昭和24年）6月1日 - 日本國有鐵道成立，成為日本國有鐵道車站。
- 1953年（昭和28年）10月22日 - 中湧別站至網走站之間全線開通，路線名稱改為湧網線。
- 1982年（昭和57年）3月29日 - 結束處理貨物和行李[1]，成為無人車站。
- 1987年（昭和62年）3月20日 - 湧網線全線廢除，此站也廢除[1]。

## 車站構造
截至車站廢除前，車站是一座地面車站，設有1面1線的島式月台（只使用一邊）。月台位於路軌西邊（網走方向的列車會開啟右邊車門）。曾經站內設有1面2線的島式月台，當時可進行列車交會。截至1983年（昭和58年），靠近車站大樓的一線廢除，交會設備停用後，在中湧別和網走兩邊的轉轍器還存在，該路軌變成了側線。另外，本線靠近網走一方設有路軌分支，連接1條側線。
此站是無人車站，在有人車站時代還有車站大樓。車站大樓位於站內西南方，大樓與月台南邊之間設有站內平交道，跨越了側線。

## 站名的由來
車站名稱取自所在地名。地名取自該處設有芭露川的大河口。在阿伊努語的讀法是「パル（par）」〔口〕或者「パロ（paro）」〔該口〕。

## 使用狀況
- 截至1981年度（昭和56年度），1日上下車人次為69人[3]。

## 車站周邊
- 國道238號（日语：国道238号）（鄂霍次克國道）[6]
- 北海道道244號遠輕芭露線（日语：北海道道244号遠軽芭露線）
- 北海道道491號芭露停車場線（日语：北海道道491号芭露停車場線）
- 湧別町公所芭露出張所
- 芭露郵局
- 湧別町立湖陵中學
- 湧別町立芭露小學
- 芭露川[6]
- 佐呂間湖 - 車站東北方約1.6公里[3][6]。
- 湧別町營巴士（日语：湧別町営バス）「芭露市街」巴士站

## 現況

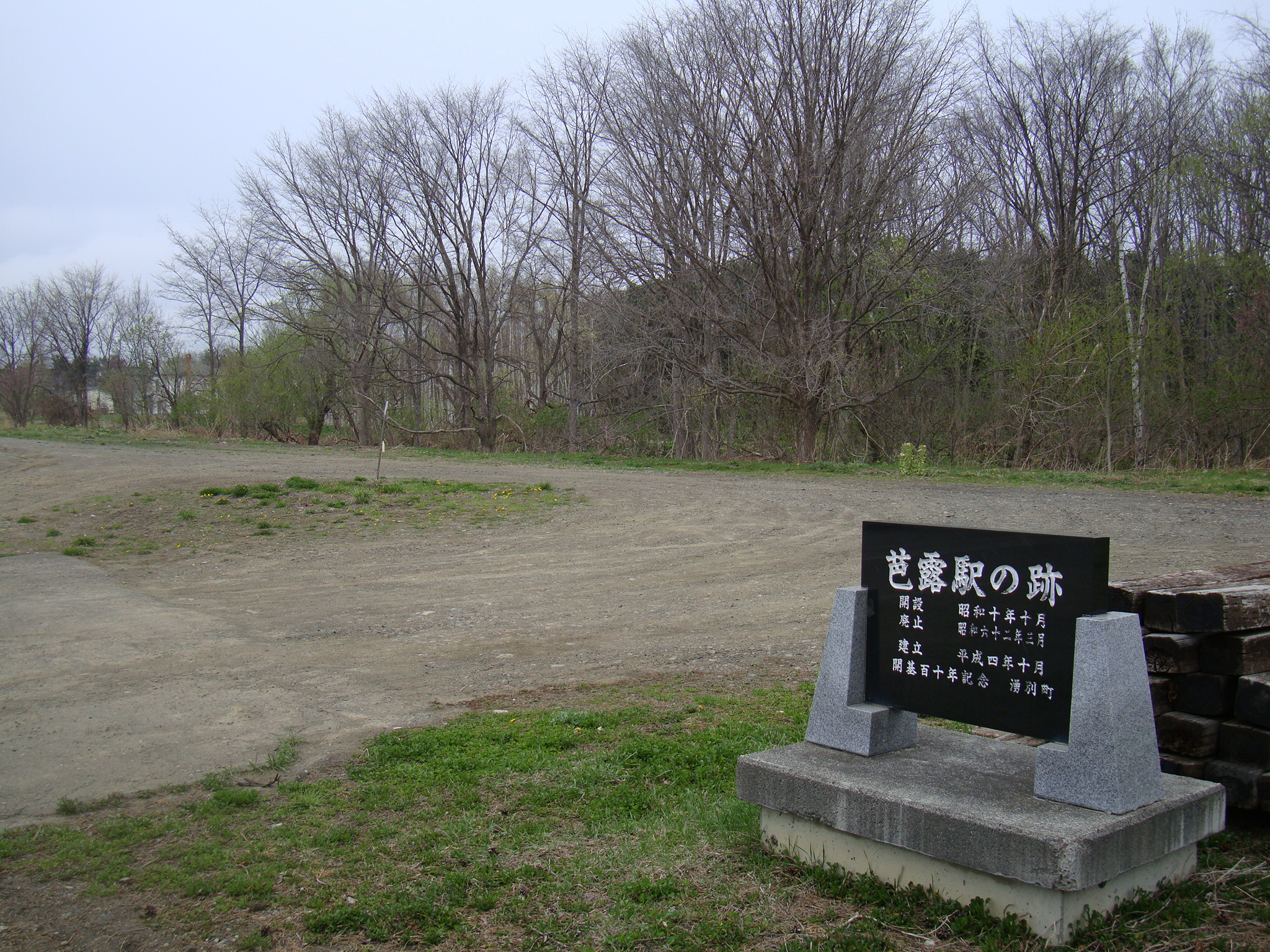
遺址保留了枕木和設置了石碑

芭露地區居民組成了「舊芭露站保存會」。在廢站後，車站大樓、月台和路軌保存了下來接近20年，車站大樓變成了休憩和簡易宿舍設施。由於位置遠離國道，加上位於一個不顯眼的地方，因此到訪人次較少。隨著車站大樓老化、周邊居民高齡化與人口減少下，繼續保存車站大樓會有困難。因此在2006年（平成18年）夏天把車站大樓拆毀，後來月台和站名牌也撤走。
截至1999年（平成11年），站內仍然停留在廢站當時的樣子。截至2001年（平成13年），車站招牌、車站大樓內的車費表、廁所和車站大樓旁的觀光資訊牌還存在。截至2010年（平成22年），車站遺址設置了「芭露站之蹟」紀念碑，後來把路軌上撤走的枕木設置在紀念碑後方。截至2011年（平成23年）也是同樣。在2014年（平成26年）5月，車站遺址建設了長照福利設施「芭露支援中心　湖水之杜」。紀念碑位於該設施內。
另外截至2011年（平成23年），車站遺址至志撫子臨時乘降場一方之間的路軌遺址建設了未鋪裝的道路。

## 相鄰車站
日本國有鐵道
湧網線 
中湧別－五鹿山臨時乘降場－福島臨時乘降場－芭露－志撫子臨時乘降場－計呂地

## 注腳
1. 1 2 3 4 5 6  石野哲（編）. . JTB. 1998: 915. ISBN 978-4-533-02980-6 （日语）.
2. ↑  1948年航空相片（日語）（國土地理院 地圖、航空圖片參閱服務）
3. 1 2 3 4 5 6  宮脇俊三 (编). . 原田勝正. 小學館. 1983-07: 160. ISBN 978-4093951012 （日语）.
4. ↑   (PDF). アイヌ語地名リスト. 北海道 環境生活部 アイヌ政策推進室. 2007  [2017-10-20]. （原始内容存档 (PDF)于2018-04-17） （日语）.
5. ↑  太田幸夫. . 富士Comtem. 2004-02: 168. ISBN 978-4893915498 （日语）.
6. 1 2 3  . 地勢堂. 1980-03: 19 （日语）.
7. ↑  宮脇俊三 (编). . JTB Can Books. JTB出版. 1999-03: 32. ISBN 978-4533031502 （日语）.
8. 1 2 3  本久公洋. . 北海道新聞社. 2011-09: 98–99. ISBN 978-4894536128 （日语）.
9. ↑  今尾惠介 (编). . JTB出版. 2010-03: 53. ISBN 978-4533078583 （日语）.